# Чехомор (група)
Чехомор — чеська група зі Світави (Моравія), яка виконує традиційні пісні в рок- аранжуваннях. Вони гастролювали по Європі, Північній Америці, Росії, Китаї, Монголії та Австралії. У 2001 році вони виграли три премії Anděl.

## Історія

### Формування та перший випуск: 1988–94
Група «Чехомор» була заснована у західноморавському місті Світави навесні 1988 року під назвою Чесько-Моравське незалежне музичне товариство). Оригінальний склад групи складався з Іржі Брєнека (скрипка, вокал), Франтішека Черні (гітара, вокал), Іржі Міхалека (акордеон) та Антоніна Свободи (скрипка). Свій перший альбом « Dověcnosti» вони випустили в 1991 році..Після виходу альбому до них приєднався Радек Поборжил (акордеон, труба).

### Зміна звуку, нові учасники: 1994–99
Приблизно в 1994 році група почала відходити від чисто акустичного звуку і використовувати більше електричних інструментів. До них приєдналися нові музиканти Мартін Рихта (барабани), Міхал Павлік (віолончель, сопілка) та Карел Голас (скрипка). Свій наступний альбом « Mezi horami» вони випустили в 1996 році. На цей момент ансамбль складався з Черни, Голаса, Поборжила, Павліка та Рихти. У 1999 році група вирушила на гастролі разом з чеськими рокерами.

### Нова назва, нові записи, фільм та альбом у прямому ефірі: 2000–02
У 2000 році група випустила альбом « Чехомор», від якого взяла своє теперішнє ім'я. Девід Коллер з Люсі виступив в якості запрошеного барабанщика на платівці, а Ленка Дусілова співала запрошеним вокалом. Пізніше того ж року група вирушила в турне з Яроміром Ногавицею.
У 2001 році в Рудольфінумі відбувся концерт, де Чехомор грав разом з Колегіумом Чеської філармонії. Аранжував виставу відомий англійський композитор і продюсер Яз Коулман. Група продовжила запис наступного альбому « Proměny» разом із Коулманом, який виконував обов'язки продюсера. Альбом також включав участь Колегіуму. Чехомор виграв три премії за запис — «Група року», «Альбом року» та «Пісня року». Приблизно в цей час до колективу звернувся драматург і режисер Петр Зеленка щодо створення фільму. Проект під назвою Рік диявола знову включав внесок Коулмена, а також Ногавіки. Фільм вийшов у прокат наступного року і отримав чеську нагороду «Лев» за найкращу музику .

### Гастролі, збірник, новий альбом: 2003–08
У 2003 році відбувся концертний альбом «Proměny 2003». У 2004 році Роман Ломтадзе замінив барабанщика Радека Ключку. Того року Чехомор випустив збірник « Чехомор 1991—1996», а через рік — ще один студійний альбом «Co sa stalo nové», який вперше був складений з усіх оригінальних треків. У записі брали участь Ленка Дасілова, а також два учасники фестивалю 2000 у Празі: ірландський співак Айарла Про Лайонейрд і японський Тайко ударник і сякухаті флейтист Joji Хирота.
У 2005 році Холас, Поборжил та Павлік разом із низкою інших музикантів зробили внесок у альбом Lemele ізраїльського музиканта Чави Альберштейна .
У 2006 році Чехомор випустив концертний альбом Stalo sa živě. У 2007 році група випустила святковий альбом Sváteční Čechomo . У 2008 році Чехомор брав участь у спільному турі з Дівокеєм Біллом, підключенням туру 10:20, який відзначав 10 років існування Дівокея Білла та 20 для Чехомора.

### Трилогія Pověsti, гастролі та різдвяний концерт: 2008–10
У період з 2008 по 2009 рік Чехомор випустив трилогію концептуальних альбомів про замки, розділених за їх походженням — чеським, моравським та сілезьким .
У 2009 році група працювала над новим альбомом, а також гастролювала на національному та міжнародному рівнях. У 2010 році вони організували різдвяний концертний тур, а Ева Фарна була запрошеною виконавицею.

### Містечко, нові склади: 2011–18
У 2011 році вийшов новий альбом Містечко. Всесвітньо відомі музиканти знову з'явилися в якості гостей на платівці, такі як гітарист Джері Леонард, найвідоміший за своєю роботою з Девідом Боуї, а згодом із Сюзанною Вегою; басист Тоні Левін ; та словацький музикант Іван Таслер .
У 2015 році був представлений новий барабанщик Лукаш Павлік, який замінив Патріка Саса. Раніше Павлік грав серед Еви Фарне, Каміля Стрігавки та Алеша Брихти. Того ж року група випустила різдвяний альбом Svátečnější.
Міхал Павлік покинув групу в 2018 році, а на його місце прийшли музиканти Адам Малік (електрогітара, кларнет) та Лукаш Чунта (бас-гітара). Мартіна Партлова також приєдналася до вокалу.
У 2018 році Лукаш Павлік пішов, а його місце замінив Матей Лієнерт. До свого 30-річчя Чехомор випустив альбоми Nadechnutí та Nadechnutí jinak .
Член-засновник Чехомора Іржі Міхалек помер у 2019 році.

### Пандемія COVID-19, новий альбом: 2020— сьогодні
Під час пандемії COVID-19 2020 року група випустила свій останній альбом « Radosti života» .

## Учасники гурту
- Франтішек Черни — гітара, вокал
- Радек Поборжил — акордеон, труба
- Карел Голас — скрипка
- Лукаш Чунта — бас
- Мартіна Партлова — вокал
- Матей Лієнерт — барабани

Минулі учасники
- Іржі Брєнек — скрипка, вокал
- Іржі Міхалек — акордеон
- Антонін Свобода — скрипка
- Міхал Павлік — віолончель, дуда
- Мартін Рихта — барабани
- Радек Ключка — барабани
- Роман Ломтадзе — барабани
- Патрік Сас — барабани
- Лукаш Павлік — барабани
- Адам Малік — електрогітара, кларнет
- Мартін Вайгл — барабани

## Дискографія
Студійні альбоми
- Dověcnosti (1991)
- Мезі Хорамі (1996)
- Чехомор (2000)
- Промені (2001)
- Co sa stalo nové (2005)
- Містечко (2011)
- Надехнуті (2018)
- Nadechnutí jinak (2018)
- Nadechnutí Komplet (бокс-комплект — 2020)
- Радості життя (2020)

Концептуальні альбоми
- Pověsti moravských hradů a zámků (2008)
- Pověsti českých hradů a zámků (2009)
- Pověsti slezských hradů a zámků (2009)
- Písně z hradů a zámků (Pověsti trilogy omnibus — 2010)
- Pověsti moravských, českých a slezských hradů (Komplet) — (box set — 2010)

Різдвяні альбоми
- Sváteční Čechomor (2007)
- Svátečnější (2015)

Саундтреки
- Рок Хабла (2002)

Живі альбоми
- Чехомор Live (2002)
- Тур промені 2003 (2003)
- Stalo sa živě (2006)
- Чехомор — Народнім[10] (2011)
- Чехомор 25 — Чеський Крумлов у прямому ефірі (2013)
- Nadechnutí živě (2019)

Компіляції
- Чехомор 1991—1996 (2004)
- До найлепшого (2005)

Карел Холас / Karel Holas & Čechomor
- Příběhy obyčejného šílenství (2005)
- Саундтрек Summer Love (2006)
- Svatba na bitevním poli (2008)
- Franta — Šest křížků (2017)